# Donji Graci
Donji Graci (cyr. Доњи Граци) – wieś w Bośni i Hercegowinie, w Republice Serbskiej, w gminie Mrkonjić Grad. W 2013 roku liczyła 206 mieszkańców.